# Hugh Farquharson
Hugh Farquharson (né le 14 novembre 1911 à Montréal et mort le 27 mars 1985) est un joueur canadien de hockey sur glace. Lors des Jeux olympiques d'hiver de 1936, il remporte la médaille d'argent.

## Palmarès
- Médaille d'argent aux Jeux olympiques de Garmisch-Partenkirchen en 1936